# Hal Singer

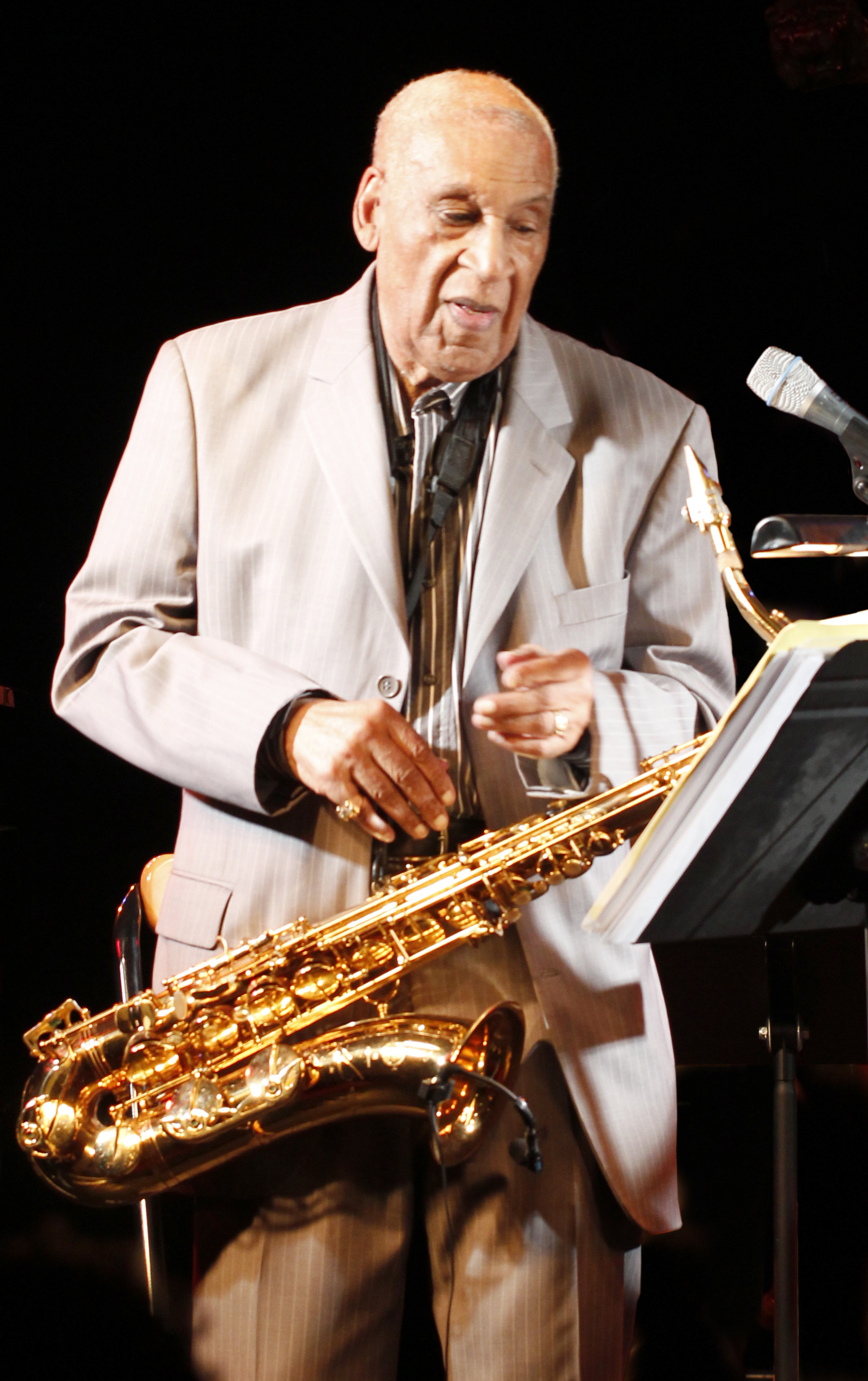
Hal Singer, 2012

Harold „Hal“ Joseph Singer  (* 8. Oktober 1919 in Tulsa, Oklahoma; † 18. August 2020 in Chatou, Yvelines, Frankreich) war ein US-amerikanischer Jazz-Saxophonist des Swing und Rhythm and Blues.

## Leben und Wirken
Singer war einer der Überlebenden des Massakers von Tulsa 1921. Seine Mutter hatte es mit Hilfe eines ihrer Arbeitgeber geschafft, mit ihm nach Kansas City zu fliegen; als sie zurückkamen, war ihre gesamte Nachbarschaft niedergebrannt.
Als Kind lernte er Geige. Später wechselte er zur Klarinette und schließlich zum Tenorsaxophon. Während des Studiums in den späten 1930er Jahren begann er seine Karriere in lokalen Bands in und um Oklahoma City, wie in der von Ernie Fields 1938 und Lloyd Hunter 1939. Danach arbeitete er 1939/40 in Kansas City bei Tommy Douglas. 1943 wurde er Mitglied von Jay McShanns Orchester und zog nach New York. Nachdem er mit verschiedenen anderen Bands gearbeitet hatte, spielte er 1947 in der Band von Oran „Hot Lips“ Page und arbeitete als Sessionmusiker für das kleine Plattenlabel King. In dieser Zeit entstanden auch Aufnahmen mit Roy Eldridge, Don Byas, Red Allen, Lucky Millinder, Sid Catlett und Duke Ellington (1948).
Im Jahr 1948 verließ er Page und bildete eine eigene Formation. Mit dem Plattenlabel Mercury schloss er einen Plattenvertrag ab und nahm seine erste Single auf („Fine As Wine“). Auf der B-Seite war der Song „Rock Around the Clock“. Für das Savoy Label nahm er u. a. mit Wynton Kelly und Franklin Skeete den Instrumental-Titel „Corn Bread“ auf, der im September 1948 Platz 1 der Rhythm and Blues Charts erreichte.
Dadurch erlangte Hal Singer seine größte Popularität. Er hatte bis 1958 eigene Formationen in der Rhythm-and-Blues-Szene. Ein kleinerer Hit war „Beef Stew“ im Jahr 1949. Weitere bekannte Songs von Singer waren „Midnight Jump“, „Happy Days“, „Hot Bread“, „Loose Riff“, „Swanee River“ und „A Plug for Cliff“.
In den frühen und mittleren 1950er Jahren nahm er weitere Platten bei Mercury auf, tourte mit verschiedenen R&B-Künstlern wie den Orioles und Charles Brown und arbeitete als Sessionmusiker. 1958 nahm er ein Album für Prestige auf (Blue Stompin’), an der auch Charlie Shavers, Ray Bryant, Gus Johnson und Wendell Marshall mitwirkten. Außerdem trat er im Metropole Club in New York mit Jazzmusikern wie Roy Eldridge und Coleman Hawkins auf.
Nach einer Tournee mit Earl „Fatha“ Hines blieb Singer 1965 in Frankreich und ließ sich in der Nähe von Paris nieder. Er nahm weiterhin Platten auf und tourte durch Europa und Afrika, spielte mit verschiedenen Bands, wie mit Eddie „Cleanhead“ Vinson, T-Bone Walker, Lonnie Johnson, Charlie Watts, dem Duke Ellington Orchestra und der Mojo Blues Band, in England mit Mike Carr und dem Trio von John Cox sowie in Deutschland mit Charly Antolini. 1990 hatte er eine Filmrolle in Taxi Blues, in dem er einen Jazzmusiker spielt. 1992 erhielt er von der französischen Regierung die Auszeichnung Chevalier des Arts. 1995 wurde Singer in die Oklahoma Jazz Hall of Fame aufgenommen.

## Auswahldiskografie
- Hal Singer 1948–1951 (Classics)
- Hal Singer – Charlie Shavers Quintett: Blue Stompin’ (Prestige, OJC, 1959)
- Don Byas: 1945 (Classics)
- Roy Eldridge: 1943–1944 (Classics)
- Lonnie Johnson Quintet: Blues by Lonnie Johnson (Original Blues Classics, 1960)
- Eddie Cleanhead Vinson: Jammin’ the Blues (Black Lion Records)
- Blues and News (Futura 1971, mit Jacques Bolognesi, Siegfried Kessler, Jean-Claude André, Patrice Caratini, Art Taylor, Alain „Paco“ Charlery)
- Hal Singer & Jef Gilson Soul of Africa (Le Chant du Monde 1974, mit Bernard Lubat, Jacky Samson, Frank Raholison u. a.)
- Hal, Steward, Bruce, Antolini & Friends: Blues & Boogie Explosion (Jeton, 1981), mit Charly Antolini, Willie Garnett, Bob Hall, George Green, Ian Stewart, Danny Adler, Jack Bruce
- Hal Singer Featuring David Murray Challenge (Marge 2010, mit Lafayette Gilchrist, Jaribu Shahid, Hamid Drake sowie Rasul Siddik)